# Monī Sar
Monī Sar (persiska: منی سر, Monīşer) är en ort i Iran.   Den ligger i provinsen Khuzestan, i den centrala delen av landet, 600 km söder om huvudstaden Teheran. Monī Sar ligger 21 meter över havet och antalet invånare är 140.
Terrängen runt Monī Sar är mycket platt.Runt Monī Sar är det ganska tätbefolkat, med 144 invånare per kvadratkilometer. Närmaste större samhälle är Malīget, 15,1 km nordväst om Monī Sar. Trakten runt Monī Sar är ofruktbar med lite eller ingen växtlighet.